# PANIC POP
『PANIC POP』（パニック・ポップ）は、2001年11月1日に発売されたCHARCOAL FILTERのメジャー1枚目のアルバムで、通算3枚目のアルバム。

## 概要
- コロムビアと契約を結び、メジャー移籍後初のアルバム。
- シングル「孤独な太陽」でアレンジとプロデューサーを務めた土方隆行が、本作でもプロデューサーで参加している他、「はじけよう」以外の曲のアレンジを手掛けている。

## 収録曲
1. はじけよう
  - メジャー1stシングル。
2. PANIC POP
  - 表題曲。インストゥルメンタル。
3. I wish on my fist
4. Communication
  - メジャー2ndシングル『孤独な太陽』のc/w。
5. 夜明けの向こう
6. 手紙 （Acoustic Version）
  - バンドによるオリジナルバージョンは『The Best History of CHARCOAL FILTER』に収録されている。
7. 孤独な太陽 （Album Mix）
  - メジャー2ndシングルのアルバムミックス。
8. ひとり駆け落ち
9. Bring Out
  - 小名川高弘がメインヴォーカルの曲で、作詞も小名川が担当。このアルバムの中では唯一大塚以外のメンバーが作詞を担当している。
10. 明日はどっちだ
11. 11 nights a week
12. ランナー
13. サヨナラ

### クレジット
- 作詞：大塚雄三（#1～8, 10～13）　小名川高弘（#9）
- 作曲：CHARCOAL FILTER（全曲）
- 編曲：CHARCOAL FILTER（全曲）　林部直樹（#1）　土方隆行（#2～13）